# Thalamoporella linearis
Thalamoporella linearis är en mossdjursart som beskrevs av Canu och Bassler 1929. Thalamoporella linearis ingår i släktet Thalamoporella och familjen Thalamoporellidae. Inga underarter finns listade i Catalogue of Life.